# 若者組
若者組（日语：／ wakamonogumi）是日本一種傳統的地方性的針對青年教育的組織，若者組會集合某一地到了一定年齡的青年集中生活，傳授他們當地的生活方式和民俗紀律。根據各地的風俗習慣，若者組還有諸如“若者眾”、“若者仲間”、“若者連中”等各種不同的稱呼。類似的風俗不僅是日本獨有，在世界各地也有類似的習慣。
它在近代被認為是在農村地區為當地社區興建了一個教育機構，但是隨著明治維新之後，日本國內公共教育機構的興起，若者組開始走向消失。

## 成員資格
若者組的加入和推出大致分為兩類：一種是該地區所有的青年男子都會加入若者組，而等到他們結婚時則自動退出；另外一種情況則是，該地各戶的長子加入若者組，而等到他們年齡達到一定的時候離開。
一般情況下，要加入若者組必須符合一定的年齡要求，通常是最少是十五六歲的年紀。而從若者組畢業之後，則被視為該地區的正式成年居民。不過也有在加入和畢業的時候對成員要求嚴格的通過儀式。在某些地區，將割禮視為若者組的畢業儀式。

## 內部活動
在若者組里，將由年長者去指導年輕者的一切。若者組有時會選擇在青年旅館或若眾旅社進行合宿鍛鍊。加入若者組的成員可以執行各種有關保衛村莊的任務，并就此獲得獎勵。在一些特殊節日里，若者組將負責整個活動的運作并對小孩子們進行指導。若者組內會有許多社交上的指導課程，包括有關吸菸、飲酒的禮節，同時他們也對村裡的戀愛、性行為和結婚有管理權限。甚至他們還能以指導的名義，和新婚妻子發生性關係，以指導還是處男的新郎。青年旅館一般只對若者組的男性青年開放，因此同一個區域里也會形成一個專供若者組女性青年開放的少女旅館，雙方的交流基本可以視為是婚前的戀愛行為。

## 衰退
明治維新后，隨著日本公共教育的發展和西化運動的展開，若者組變得式微起來。尤其是其中有關初夜權等教育被視為不符倫常之後，若者組已經逐步淡出了日本的社會文化。儘管日本日後也組建類似的青年團，但已經和若者組的關係不大了。

## 文獻
- 岩田重則　「若者と国家」『現代民俗学入門』、佐野賢治・谷口貢・中込睦子・古家信平、吉川弘文館、1996年。
- 大塚民俗学会編　『縮刷版　日本民俗事典』　弘文堂、1994年。